# Chválkovice
Chválkovice (německy Chwalkowitz) jsou bývalá obec, nyní městská čtvrť a katastrální území na severovýchodě statutárního města Olomouce. Žije zde přibližně 2 400 obyvatel.

## Historie
První písemné zmínky o vsi pochází z let 1220 (Squalcowiz) a 1228 (Kwalkowiz). Tehdy patřila velehradskému klášteru, ale už roku 1287 ji získalo jako tzv. komorní statek olomoucké biskupství, jemuž patřila až do vzniku obecních samospráv roku 1850, kdy se osamostatnila. Po roce 1778 byla povinnost roboty nahrazena peněžními odvody a místní velkostatek byl rozparcelován mezi zdejší osadníky. Původní kaple sv. Urbana byla roku 1667 přestavěna na kostel sv. Barbory, jenž se v roce 1855 stal centrem nové farnosti. Význam obce podtrhovala stará škola, kam docházely i děti z okolí. Budování olomoucké pevnosti se vsi dotklo jen nepřímo, když byl roku 1857 přímo u její zástavby směrem na Týneček dokončen fort č. II a o několik let později jihovýchodně ještě dva další, které se však již nedochovaly.
Chválkovice se staly pro Olomouc důležité, když zde byla v roce 1889 dokončena parní vodárna, jež přes vodojem na Tabulovém vrchu začala městu dodávat první kvalitní vodu. Roku 1906 získaly poštu a v roce 1910 byla obec elektrifikována. Průmysl zde nebyl silný, kromě mlýna zde existovala jen cukrářská výroba TOKO a provazárna Tobias a Steipe. Působila zde ale řada spolků, vzhledem k národnostnímu složení pouze českých, např. Slovanský dělnický spolek, čtenářsko-pěvecký Jaroslav, Sokol (tělocvičná jednota Sokol Chválkovice byla založena na valné schůzi dne 20. října 1907 a sokolovna byla slavnostně otevřena dne 1. června 1930), DTJ, Orel nebo osvětový spolek Jeroným s ochotnickým divadlem. V roce 1919 byla vyhlášena tzv. Velká Olomouc, jejíž součástí se Chválkovice staly (o čtyři roky později vláda zamítla návrh několika občanů na opětovné osamostatnění). Byly poté napojeny na městskou kanalizaci a měly i pravidelné autobusové spojení s centrem. Během 60. a 70. let 20. století se na katastru Chválkovic u řeky Bystřice směrem na Bělidla začal i více rozvíjet průmysl.
| Rok      | 1869 | 1880 | 1890 | 1900 | 1910 | 1921 | 1930 |
| -------- | ---- | ---- | ---- | ---- | ---- | ---- | ---- |
| Obyvatel | 798  | 941  | 1433 | 1898 | 2310 | 2334 | 2804 |
| Domů     | 93   | 99   | 141  | 180  | 217  | 222  | 325  |
| Rok      | 1950 | 1961 | 1970 | 1980 | 1991 | 2001 | 2011 |
| Obyvatel | 2721 | 2418 | 2543 | 2339 | 2173 | 2266 | 2318 |
| Domů     | 428  | ?    | 459  | 446  | 453  | 484  | 535  |

1. ↑  Z toho 2580 osob národnosti československé, 205 německé a 19 ostatních.[7]

## Pamětihodnosti a veřejná činnost
Mezi památky Chválkovic lze zařadit především kostel svaté Barbory a fort č. II z bývalé olomoucké pevnosti. Nachází se zde i kříže, pomníky (k uctění tragicky zahynulého důstojníka a sedláka), sochy, reliéfy a ozdobné portály selských domů.[zdroj?] Parní vodárna Chválkovice je jediná dochovaná parní vodárna v Česku, kulturní a technická památka.
Funguje zde domov důchodců POHODA, jehož historie se datuje až k roku 1941, kdy ještě působil pod názvem Siechehaus (z něm. Sieche = chorý). Dlouhodobě zde také působí fotbalový klub SK Chválkovice, jednota Sokola a sbor dobrovolných hasičů.
V blízkém Černovírském lese vyvěrá minerální pramen Černovírská kyselka.

## Doprava
Chválkovicemi prochází hlavní silnice I/46, zde jako ulice Chválkovická, která navazuje na Pavlovickou v Pavlovičkách a pokračuje jako Šternberská v Týnečku.
Turistické trasy a cyklotrasy:
- Selské náměstí – Švabinského ulice – směr Svatý Kopeček
- Chválkovice – Hlušovice – Bohuňovice

Hromadnou dopravu zajišťuje Dopravní podnik města Olomouce autobusovými linkami č. 11 a 31 a příměstské autobusové linky č. 700, 701 a 711.

## Fotogalerie

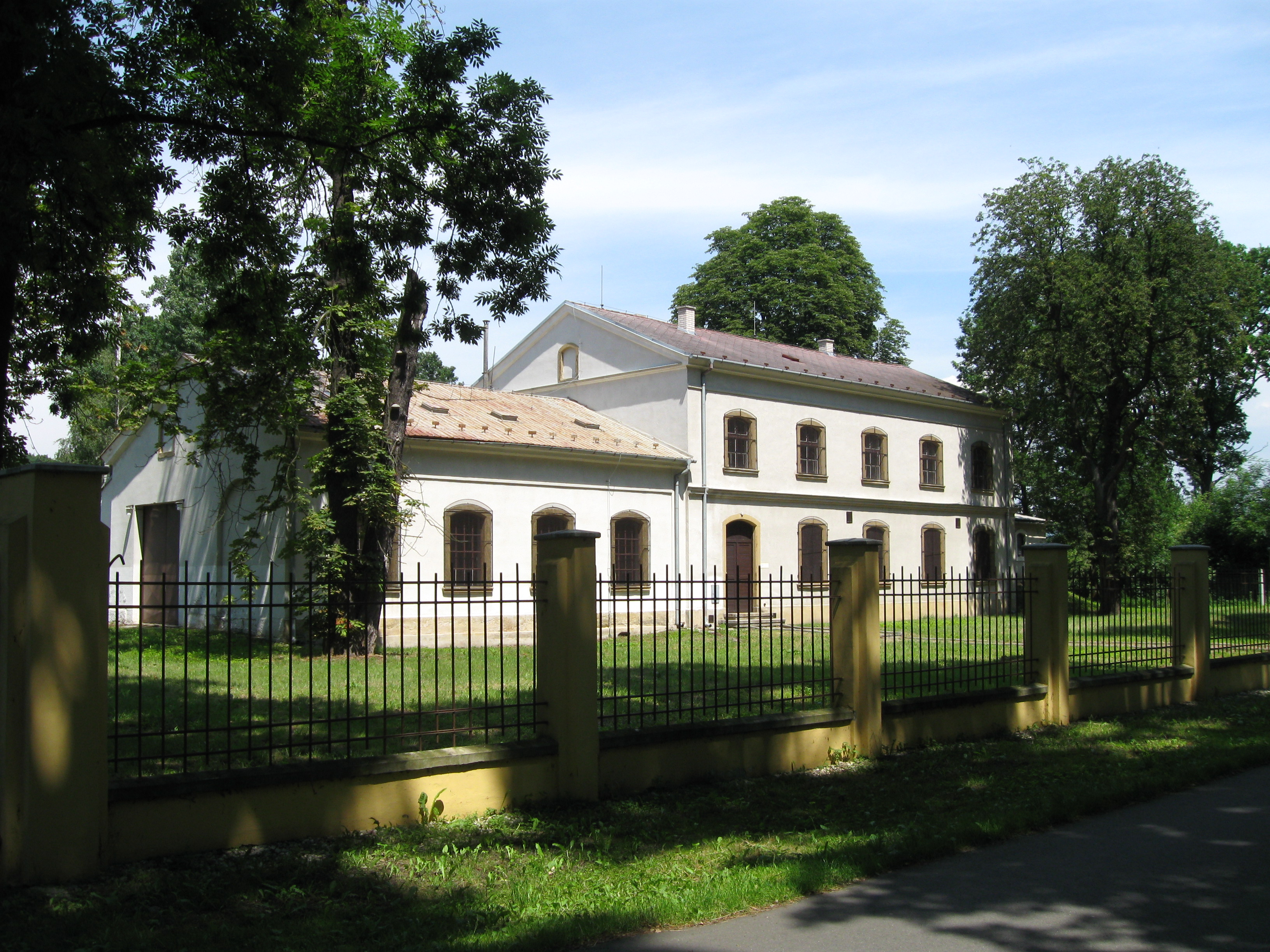
Parní vodárna
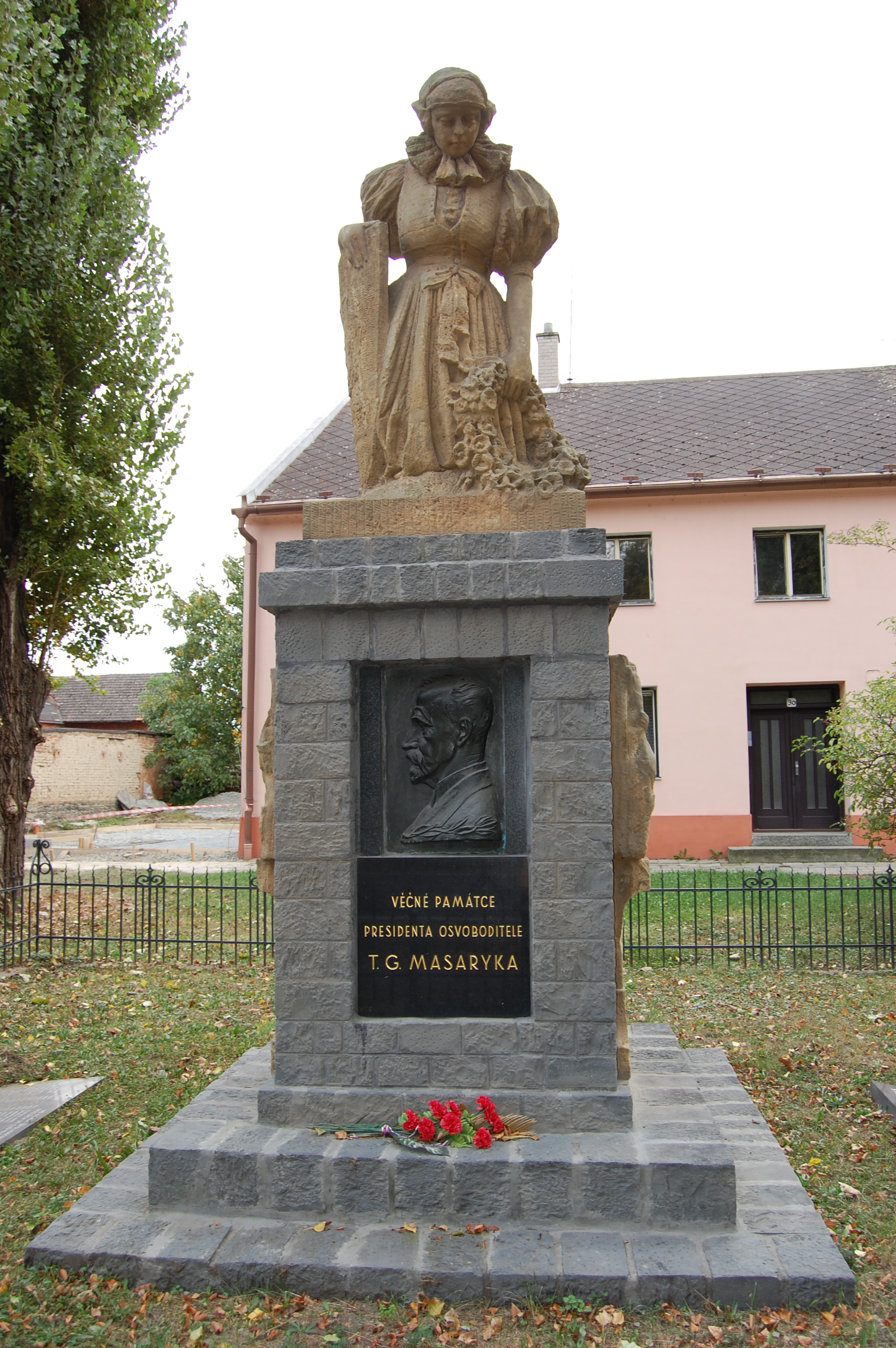
Pomník T. G. Masaryka
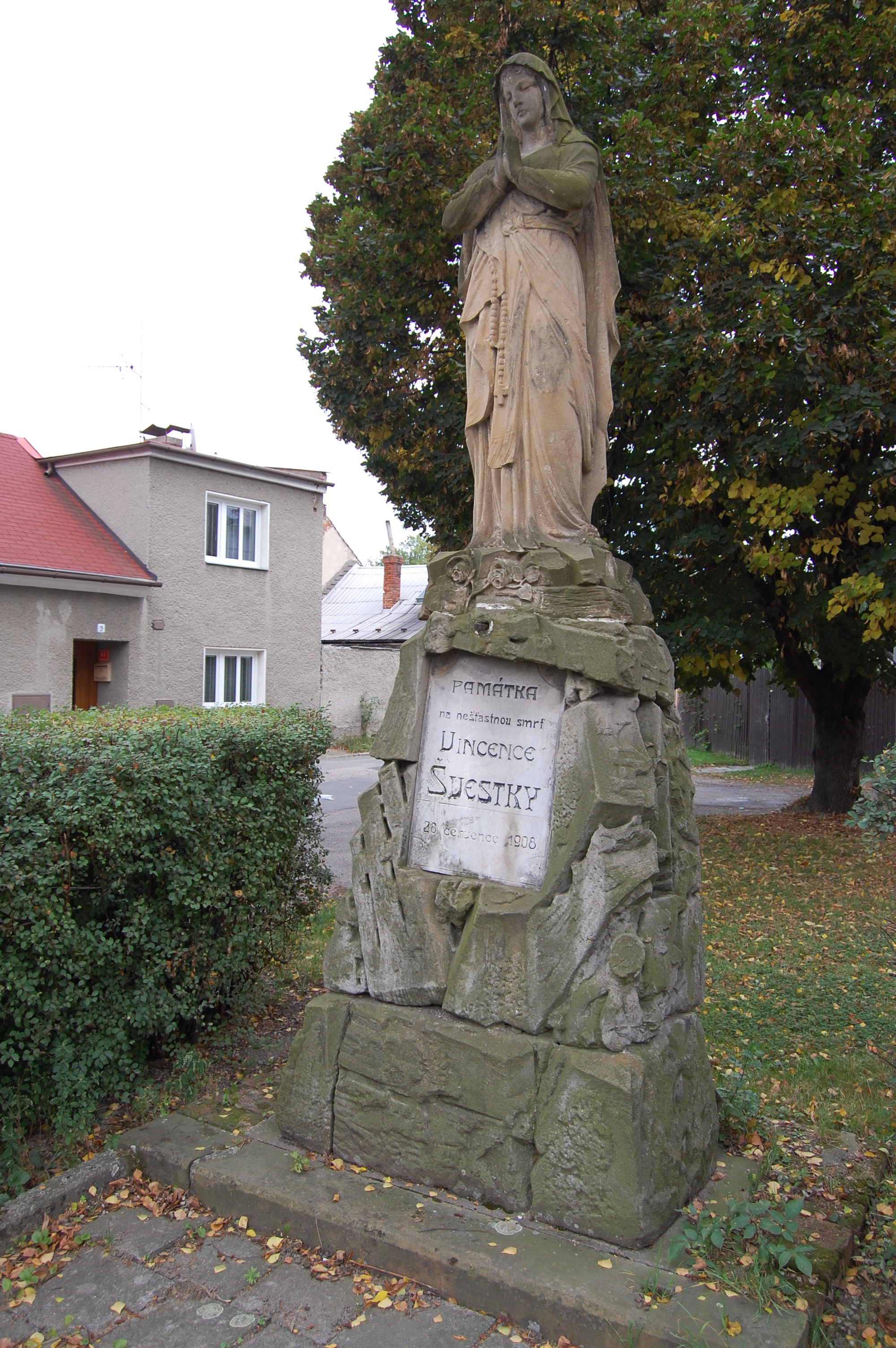
Pomník Vincence Švestky
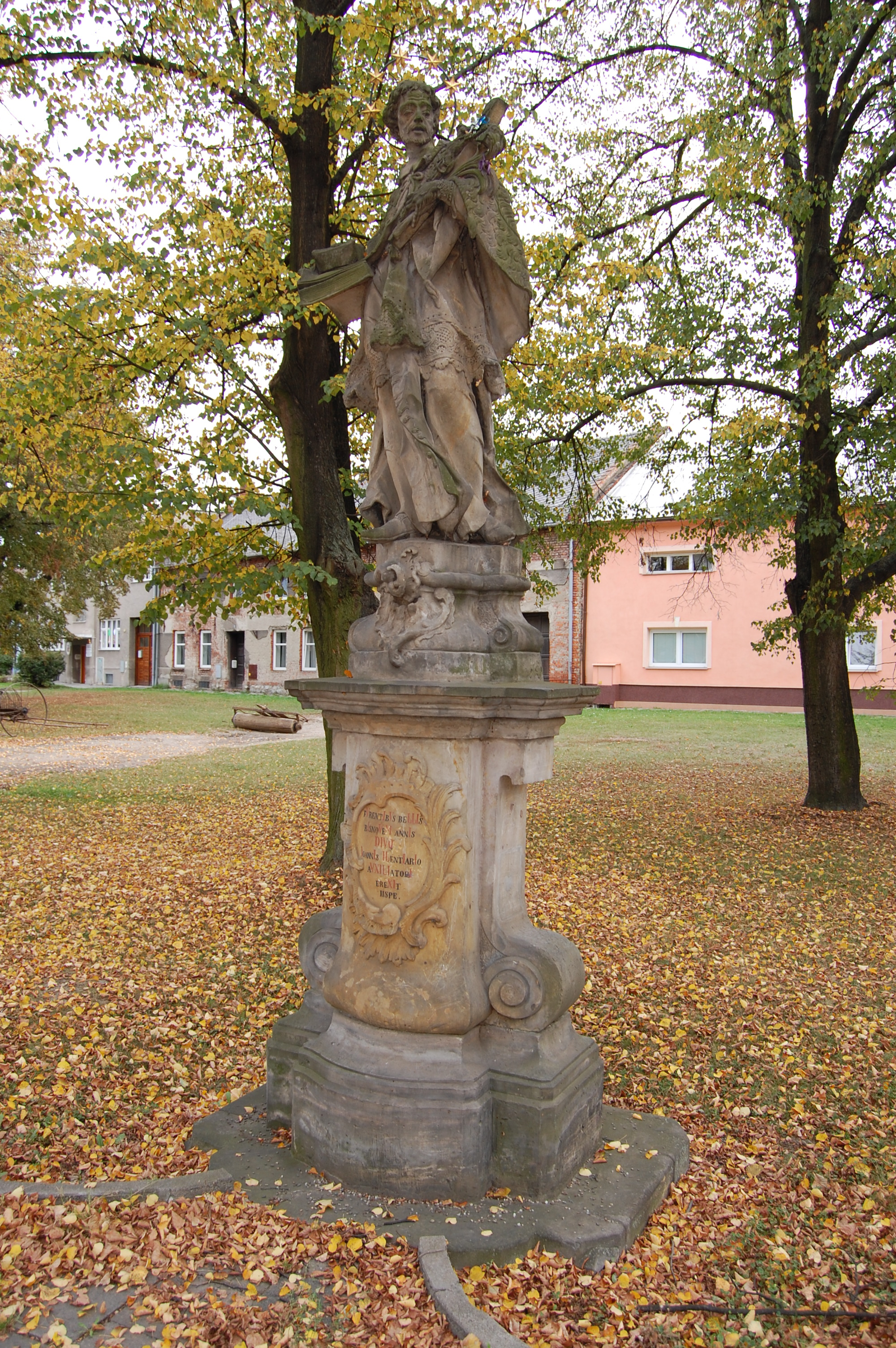
Socha sv. Jana Nepomuckého
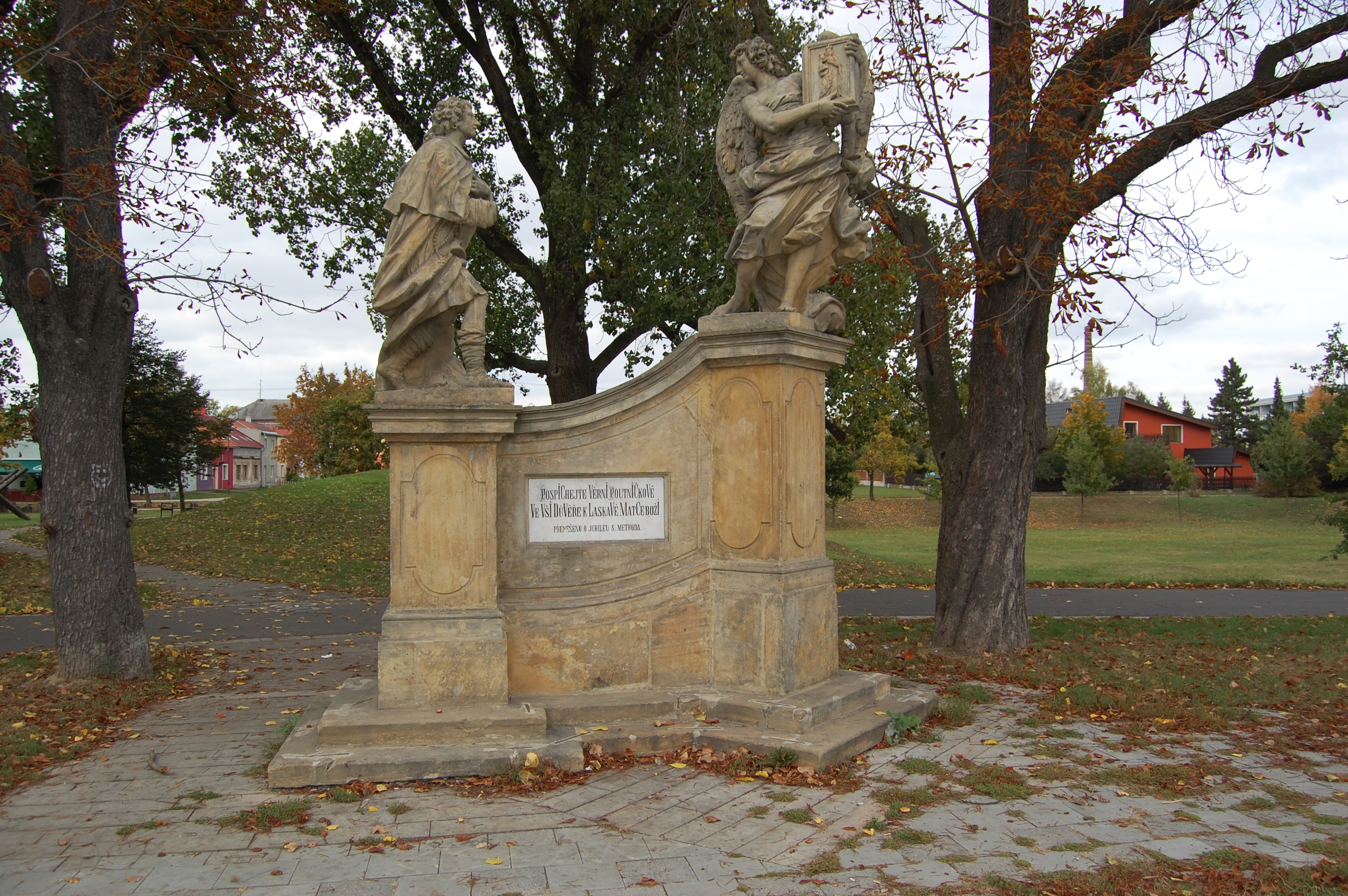
Sousoší poutníka a anděla u cesty na Svatý Kopeček
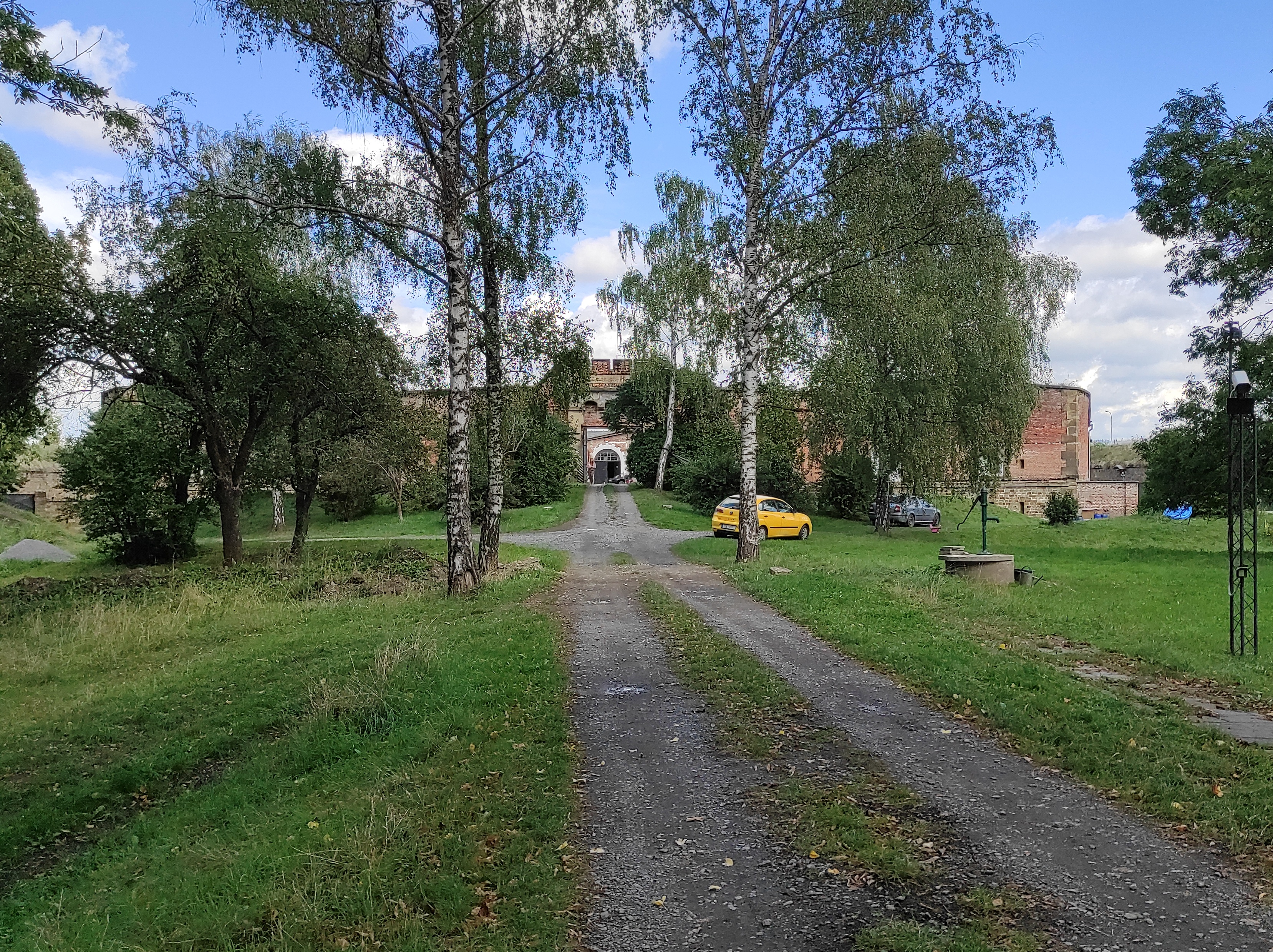
Fort II